# Symi
Symi är liten grekisk ö som ligger en timmes bärplansbåtsresa från Rhodos. 
Ön har inga stora hotellkomplex utan bara små familjehotell. Många dagturister kommer till Symi från Rhodos under dagen, men åker hem på eftermiddagen. Badutflyktsbåtar avgår från hamnen varje dag vid olika tider.